# Glaucidium minutissimum
Glaucidium minutissimum е вид птица от семейство Совови (Strigidae).

## Разпространение
Видът е разпространен в Белиз, Боливия, Бразилия, Гватемала, Колумбия, Коста Рика, Панама, Перу и Хондурас.